# William Keppel, VII conte di Albemarle
William Coutts Keppel, VII conte di Albemarle (Londra, 15 aprile 1832 – 28 agosto 1894), è stato un nobile, ufficiale e politico inglese.

## Biografia
Era l'unico figlio del generale George Keppel, VI conte di Albemarle, e di sua moglie Susan Trotter, figlia di Sir Coutts Trotter, I Baronetto. Studiò a Eton. Egli divenne noto con il titolo di cortesia visconte Bury quando suo padre successe alla contea di Albemarle, nel 1851.

## Carriera militare
Nel 1843 divenne un alfiere e tenente nel 43º Reggimento di fanteria, un tenente delle Guardie Scozzesi (1848), e aiutante di campo di Lord Frederick FitzClarence in India nel 1853. Dal 1854 fino al 1856 era sovrintendente agli Affari Indiani in Canada.

## Carriera politica
Inizialmente era un liberale. Rappresentò Norwich nel 1857, e, in seguito, Berghs Wick (1860-1865) e Berwick-upon-Tweed (1868-1874). Nel 1859 fu membro del Consiglio privato e nominato Tesoriere della Casa durante il governo di Lord Palmerston, incarico che ricoprì fino al 1866. Nel 1870 è stato nominato Cavaliere dell'Ordine di San Michele e San Giorgio. Il 6 settembre 1876 entrò nella Camera dei Lord.
Nel 1876 venne nominato Sottosegretario di Stato per la Guerra durante il governo di Benjamin Disraeli, carica che ricoprì fino al 1886 sotto Lord Salisbury. Scrisse una storia della colonizzazione americana chiamata Exodus delle Nazioni occidentale (1865), Una relazione sulla condizione degli indiani del Nord America britannica , ed è stato il principale autore della Cycling volume del Badminton Library (1887). Nel 1891 successe al padre nella contea.

## Matrimonio

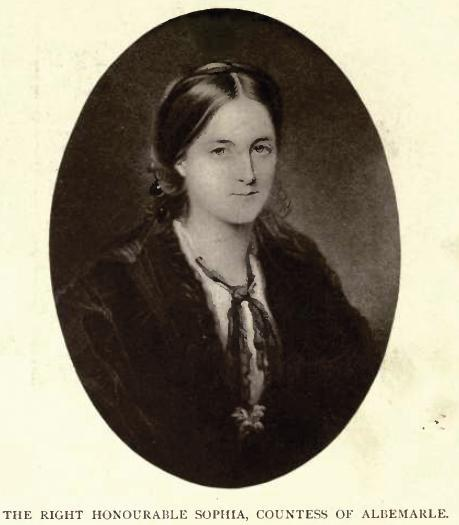
Sophia Mary MacNab, contessa di Albemarle.

Sposò, il 15 novembre 1855, Sophia Mary MacNab (5 luglio 1832-5 aprile 1917), figlia di Sir Allan MacNab, I Baronetto ed Mary Stuart. Ebbero dieci figli:
- Arnold Keppel, VIII conte di Albemarle (1º giugno 1858-12 aprile 1942);
- Lady Gertrude Mary Keppel (9 novembre 1859-7 aprile 1860);
- Lady Theodora Keppel (11 gennaio 1861-30 ottobre 1945), sposò il colonnello Leslie Davidson, ebbero cinque figli;
- Lord Derek William George Keppel (7 aprile 1863-26 aprile 1944), sposò Bridget Louisa Harbord, ebbero tre figlie;
- Lady Hilda Mary Keppel (29 agosto 1864-7 ottobre 1955);
- Lord George Keppel (14 ottobre 1865-22 novembre 1947), sposò Alice Edmonstone, ed ebbero due figlie, una delle quali (Sonia Rosemary Keppel), è stata la nonna di Camilla Shand, attuale regina consorte e moglie di Carlo III del Regno Unito;
- Lady Leopoldina Olivia Keppel (14 novembre 1866-9 agosto 1948);
- Lady Susan Mary Keppel (5 maggio 1868-26 giugno 1953), sposò Sir Walter Townley, non ebbero figli;
- Lady Mary Stuart Keppel (15 maggio 1869-21 settembre 1906), sposò Sir Harold Tagart, non ebbero figli;
- Lady Florence Cecilia Keppel (24 febbraio 1871-30 giugno 1963), sposò William Boyle, XII conte di Cork, non ebbero figli.

## Morte
Morì il 28 agosto 1894, all'età di 62 anni, di paralisi, e fu sepolto a Quidenham, nel Norfolk.

## Ascendenza
|                                        |                   |                                         | Genitori                             |  |  | Nonni |  |  | Bisnonni                              |  |  | Trisnonni                                |  |
|                                        |                   |                                         |                                      |  |  |       |  |  | George Keppel, III conte di Albemarle |  |  | Willem van Keppel, II conte di Albemarle |  |
|                                        |                   |                                         |                                      |  |  |       |  |  | George Keppel, III conte di Albemarle |  |  | Willem van Keppel, II conte di Albemarle |  |
|                                        |                   | Anne Lennox                             |                                      |  |  |       |  |  | George Keppel, III conte di Albemarle |  |  |                                          |  |
| William Keppel, IV conte di Albemarle  |                   |                                         |                                      |  |  |       |  |  | George Keppel, III conte di Albemarle |  |  |                                          |  |
|                                        |                   | Anne Miller                             | John Miller, IV baronetto            |  |  |       |  |  |                                       |  |  |                                          |  |
|                                        |                   | Anne Miller                             | John Miller, IV baronetto            |  |  |       |  |  |                                       |  |  |                                          |  |
|                                        |                   | Anne Miller                             | Susan Combe                          |  |  |       |  |  |                                       |  |  |                                          |  |
| George Keppel, VI conte di Albemarle   |                   | Anne Miller                             |                                      |  |  |       |  |  |                                       |  |  |                                          |  |
|                                        |                   | Edward Southwell, XX barone di Clifford | Edward Southwell                     |  |  |       |  |  |                                       |  |  |                                          |  |
|                                        |                   | Edward Southwell, XX barone di Clifford | Edward Southwell                     |  |  |       |  |  |                                       |  |  |                                          |  |
|                                        |                   | Edward Southwell, XX barone di Clifford | Katherine Watson                     |  |  |       |  |  |                                       |  |  |                                          |  |
| Elizabeth Southwell                    |                   | Edward Southwell, XX barone di Clifford |                                      |  |  |       |  |  |                                       |  |  |                                          |  |
|                                        |                   | Sophia Campbell                         | Samuel Campbell                      |  |  |       |  |  |                                       |  |  |                                          |  |
|                                        |                   | Sophia Campbell                         | Samuel Campbell                      |  |  |       |  |  |                                       |  |  |                                          |  |
|                                        |                   | Sophia Campbell                         | Mary Upton                           |  |  |       |  |  |                                       |  |  |                                          |  |
| William Keppel, VII conte di Albemarle |                   | Sophia Campbell                         |                                      |  |  |       |  |  |                                       |  |  |                                          |  |
|                                        | Archibald Trotter | Alexander Trotter                       |                                      |  |  |       |  |  |                                       |  |  |                                          |  |
|                                        | Archibald Trotter | Alexander Trotter                       |                                      |  |  |       |  |  |                                       |  |  |                                          |  |
|                                        | Archibald Trotter | Jean Steuart                            |                                      |  |  |       |  |  |                                       |  |  |                                          |  |
| Coutts Trotter, I baronetto            | Archibald Trotter |                                         |                                      |  |  |       |  |  |                                       |  |  |                                          |  |
|                                        |                   | Jean Mowbray                            | Robert Moubray                       |  |  |       |  |  |                                       |  |  |                                          |  |
|                                        |                   | Jean Mowbray                            | Robert Moubray                       |  |  |       |  |  |                                       |  |  |                                          |  |
|                                        |                   | Jean Mowbray                            | Catherine Lind                       |  |  |       |  |  |                                       |  |  |                                          |  |
| Susan Trotter                          |                   | Jean Mowbray                            |                                      |  |  |       |  |  |                                       |  |  |                                          |  |
|                                        |                   | Alexander Gordon, lord Rockville        | William Gordon, II conte di Aberdeen |  |  |       |  |  |                                       |  |  |                                          |  |
|                                        |                   | Alexander Gordon, lord Rockville        | William Gordon, II conte di Aberdeen |  |  |       |  |  |                                       |  |  |                                          |  |
|                                        |                   | Alexander Gordon, lord Rockville        | Anne Gordon                          |  |  |       |  |  |                                       |  |  |                                          |  |
| Margaret Gordon                        |                   | Alexander Gordon, lord Rockville        |                                      |  |  |       |  |  |                                       |  |  |                                          |  |
|                                        |                   | Anne Duff                               | William Duff                         |  |  |       |  |  |                                       |  |  |                                          |  |
|                                        |                   | Anne Duff                               | William Duff                         |  |  |       |  |  |                                       |  |  |                                          |  |
|                                        |                   | Anne Duff                               | Elizabeth Dalrymple                  |  |  |       |  |  |                                       |  |  |                                          |  |
|                                        |                   | Anne Duff                               |                                      |  |  |       |  |  |                                       |  |  |                                          |  |